# Jugo de aloe vera
El zumo o jugo de aloe vera, también llamado de sábila, es el néctar natural extraído de la hoja de la planta de aloe vera. Tiene propiedades medicinales y curativas, empleándose como remedio para el tratamiento de afecciones de la piel y quemaduras. Se extrae de  Aloe barbadensis.
El jugo del aloe vera se comercializa como complemento dietético, previamente decolorado para eliminal la aloína, que puede causar cáncer colorrectal.

## Propiedades
Contiene vitaminas A, B1, B2, B6, B9, B12, C y E, y aporta minerales como zinc, magnesio, hierro, calcio, sodio, potasio o manganeso. Además contiene los 9 aminoácidos esenciales: isoleucina, leucina, histidina, triptófano, lisina, treonina, metionina, fenilalanina y valina.
Los extractos de varias especies de aloe son ampliamente considerados como eficaces en los protectores solares y en el alivio de las quemaduras térmicas y solares, por lo que se ha extendido su inclusión en diversos productos cosméticos y complementos alimenticios. Sin embargo, la evidencia científica sobre su eficacia es limitada. Asimismo, se han detectado fraudes generalizados, adulteraciones y destrucción del principio activo en los productos comercializados.

## Tipos de elaboración
Existen varias formas de extraer el gel del aloe con el que se elabora el zumo. Dependiendo del proceso que se emplee, se obtienen diferentes calidades en cuanto a la conservación de las propiedades originales de la planta. 
- Prensado en frío

Este es el proceso más artesanal, y asegura una alta conservación de nutrientes y minerales de la pulpa, con un aprovechamiento estimado del 38%. El porcentaje de acemanano (el polisacárido más esencial del aloe) se conserva intacto.
Mediante una prensa en frío se separa la parte externa de la hoja (de color verde) de la parte de la pulpa, siendo esta última triturada inmediatamente, obteniendo un jugo bruto sin filtrar que es bombeado a un tanque mediante un serpentín enfriador. Con este proceso la aloína obtenida es de media de 6-9 miligramos por litro, cuando se recomienda que sea menor de 10 miligramos por litro.
- Pasteurizado con hoja entera

Se basa en una técnica de prensado de hoja entera, como al anterior, seguido de una ultrapasteurización, lo que permite una mayor conservación del producto sin dañar sus propiedades medicinales. Con el proceso de pasteurizado de hoja entera el aprovechamiento y rendimiento industrial es mayor, llegando al 78%.
Se tritura toda la hoja, filtrándola posteriormente por carbono activo, permitiendo un mayor aprovechamiento. Al utilizar la cáscara se conservan mayores propiedades aunque su sabor es más fuerte que el de prensado en frío. Mediante este proceso el nivel de aloína obtenido es muy bajo, de modo que el gel resultante es de color transparente, resultando muchas veces menos atractivo al consumidor aun siendo de más calidad. Con este proceso la aloína es del 0,01 %, y el porcentaje de acemanano se conserva intacto igualmente.
- Concentrado o extracto

Este es el método más extendido por las grandes empresas comercializadoras por su alto rendimiento industrial, aunque es el más polémico ya que conserva menos las propiedades originales del aloe vera.
Las grandes empresas del sector lo eligen porque sus plantaciones suelen estar lejos de los centros de producción y es más económico el envío en este formato (polvo). Una vez llega a la fábrica estas compañías reconstituyen el polvo de aloe vera añadiendo agua, produciendo lo que se llama gel reconstituido.
El concentrado, o extracto, se obtiene mediante un proceso de liofilizado o de deshidratación en el cual se convierten aproximadamente 100 litros de pulpa aloe vera en 1 kilo de aloe vera en polvo. El proceso de deshidratación, que es a alta temperatura y provoca una vaporización rápida, elimina muchos de los beneficios originales del aloe vera natural. En cambio el proceso de liofilización es un proceso donde se aplican bajas temperaturas para la remoción del agua del gel lo que permite conservar adecuadamente la actividad biológica de la sábila y en consecuencia obtener productos finales de alta calidad.
La principal desventaja de estos extractos es que el aloe contenido es escaso y además contiene altas cantidades de maltodextrina, un apelmazante que contiene almidón y otros compuestos químicos, y que no aporta nada en cuanto a propiedades. Típicamente por cada 1% de aloe se añade un 25% maltrodextrina.